# North Emmons (Dakota del Norte)
North Emmons es un territorio no organizado ubicado en el condado de Emmons en el estado estadounidense de Dakota del Norte. En el Censo de 2010 tenía una población de 832 habitantes y una densidad poblacional de 0,41 personas por km².

## Geografía
North Emmons se encuentra ubicado en las coordenadas 46°26′12″N 100°15′47″O / 46.43667, -100.26306. Según la Oficina del Censo de los Estados Unidos, North Emmons tiene una superficie total de 2050.89 km², de la cual 2005.48 km² corresponden a tierra firme y (2.21%) 45.4 km² es agua.

## Demografía
Según el censo de 2010, había 832 personas residiendo en North Emmons. La densidad de población era de 0,41 hab./km². De los 832 habitantes, North Emmons estaba compuesto por el 98.08% blancos, el 0% eran afroamericanos, el 0.84% eran amerindios, el 0.24% eran asiáticos, el 0% eran isleños del Pacífico, el 0.36% eran de otras razas y el 0.48% pertenecían a dos o más razas. Del total de la población el 1.44% eran hispanos o latinos de cualquier raza.